# Van Buren County (Arkansas)
Das Van Buren County ist ein County im US-Bundesstaat Arkansas. Der Verwaltungssitz (County Seat) ist Clinton. Das County gehörte bis November 2020 zu den Dry Countys, was bedeutete, dass der Verkauf von Alkohol eingeschränkt oder verboten war.

## Geographie
Das County liegt etwa auf halber Strecke zwischen dem geografischen Zentrum von Arkansas und der Nordgrenze zu Missouri. Es hat eine Fläche von 1876 Quadratkilometern, wovon 33 Quadratkilometer Wasserfläche sind. An das Van Buren County grenzen folgende Countys:
|               | Searcy County | Stone County    |
| Pope County   |               | Cleburne County |
| Conway County |               | Faulkner County |

## Geschichte

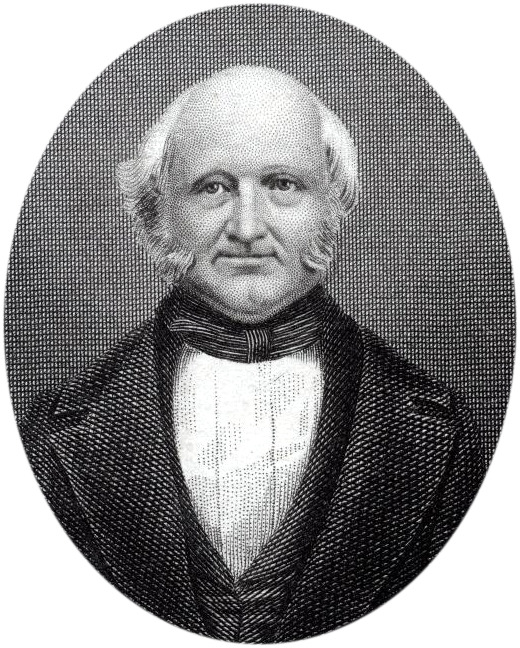
Van Buren

Der Greers Ferry Dam

Das Van Buren County wurde am 11. November 1833 als 29. County in Arkansas aus Teilen des Conway County, des Independence County und des Izard County gebildet. Benannt wurde es nach dem späteren US - Präsidenten Martin Van Buren (1782–1862), der zu dieser Zeit Vizepräsident war.

## Demografische Daten
Nach der Volkszählung im Jahr 2000 lebten im Van Buren County 16.192 Menschen. Davon wohnten 276 Personen in Sammelunterkünften, die anderen Einwohner lebten in 6825 Haushalten und 4804 Familien. Die Bevölkerungsdichte betrug 9 Einwohner pro Quadratkilometer. Ethnisch betrachtet setzte sich die Bevölkerung zusammen aus 96,79 Prozent Weißen, 0,31 Prozent Afroamerikanern, 0,75 Prozent amerikanischen Ureinwohnern, 0,25 Prozent Asiaten, 0,04 Prozent Bewohnern aus dem pazifischen Inselraum und 0,37 Prozent aus anderen ethnischen Gruppen; 1,48 Prozent stammen von zwei oder mehr Ethnien ab. Unabhängig von der ethnischen Zugehörigkeit waren 1,33 Prozent der Bevölkerung spanischer oder lateinamerikanischer Abstammung.
Von den 6825 Haushalten hatten 25,2 Prozent Kinder oder Jugendliche im Alter unter 18 Jahre, die mit ihnen zusammen lebten. 59,1 Prozent waren verheiratete, zusammenlebende Paare, 7,7 Prozent waren allein erziehende Mütter, 29,6 Prozent waren keine Familien. 26,4 Prozent aller Haushalte waren Singlehaushalte und in 14,4 Prozent lebten Menschen im Alter von 65 Jahren oder darüber. Die Durchschnittshaushaltsgröße lag bei 2,33 und die durchschnittliche Familiengröße bei 2,79 Personen.
21,5 Prozent der Bevölkerung waren unter 18 Jahre alt, 6,6 Prozent zwischen 18 und 24, 23,0 Prozent zwischen 25 und 44, 25,5 Prozent zwischen 45 und 64 und 23,3 Prozent waren 65 Jahre oder älter. Das Durchschnittsalter betrug 44 Jahre. Auf 100 weibliche kamen statistisch 96,7 männliche Personen und auf 100 Frauen im Alter von 18 Jahren und darüber kamen durchschnittlich 93,0 Männer.
Das jährliche Durchschnittseinkommen eines Haushalts betrug 27.004 USD, das Durchschnittseinkommen der Familien 32.284 USD. Männer hatten ein Durchschnittseinkommen von 25.821 USD, Frauen 18.862 USD. Das Prokopfeinkommen betrug 16.603 USD. 11,6 Prozent der Familien und 15,4 Prozent der Einwohner lebten unterhalb der Armutsgrenze.

## Kultur und Sehenswürdigkeiten

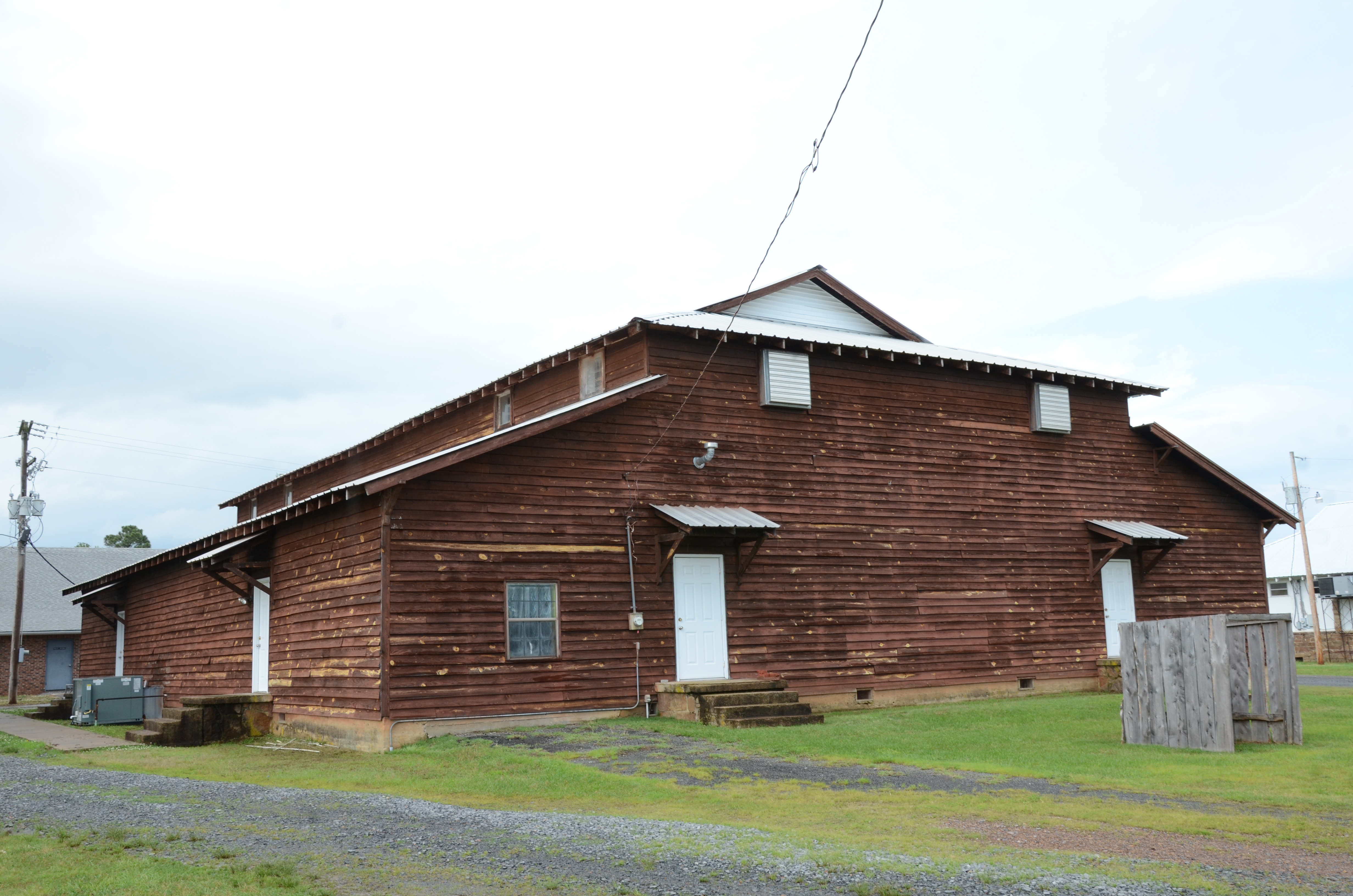
Damascus Gymnasium (2015). Dieses 1933 errichtete Schulgebäude mit Holzfassade wurde im September 1992 als viertes Objekt des County im NRHP eingetragen.

16 Bauwerke, Stätten und historische Bezirke (Historic Districts) des Countys sind im National Register of Historic Places („Nationales Verzeichnis historischer Orte“; NRHP) eingetragen (Stand 20. Juli 2022), darunter das Gerichts- und Verwaltungsgebäude des County, eine Tankstelle und die 1980 explodierte Abschussrampe für Titan-Raketen.

## Orte im Van Buren County
| Citys - Clinton - Fairfield Bay1 | Towns - Damascus1 - Shirley |

Unincorporated Communitys
- Alread
- Archey Valley
- Austin
- Bee Branch
- Botkinburg
- Chimes
- Choctaw
- Choctaw Pines
- Claude
- Copeland
- Crabtree
- Culpeper
- Dabney
- Dennard
- Eglantine
- Elba
- Fairbanks
- Formosa
- Gravesville
- Gravel Hill
- Green Tree
- Half Moon
- Morganton
- Old Botkinburg
- Palisades
- Pee Dee
- Plant
- Pleasant Grove
- Rabbit Ridge
- Rex
- Rocky Hill
- Rumley
- Rupert
- Scotland
- Southside
- Stumptoe
- Sulphur Springs
- Walnut Grove
- Whipple
- Woodlum
- Zion Hill

1 – teilweise im Faulkner County

1 – teilweise im Cleburne County

Townships
- Archey Valley Township
- Barnett Township
- Bradley Township
- Cadron Township
- Cargile Township
- Choctaw Township
- Craig Township
- Culpepper Township
- Davis Township
- Griggs Township
- Hartsugg Township
- Holley Township
- Indian Rock Township
- Liberty Township
- Linn Creek Township
- Mountain Township
- Red River Township
- Union Township
- Washington Township
- Wheeler Township